# Дубень Юлія Сергіївна
Юлія Сергіївна Дубень (біл. Юлія Сяргееўна Дубень; нар. 25 листопада 1996, Білорусь) — білоруська футболістка, нападниця мінського «Динамо» та національної збірної Білорусі.

## Клубна кар'єра
Вихованка мозирської СДЮШОР. У 2012 році приєдналася до жіночої команди «Мінська».
У 2014 році почала виступати за основний склад «Мінськ». За цей час вона стала шестиразовою чемпіонкою Білорусі, шість разів вигравала кубок Білорусі, чотири рази вигравала Суперкубок Білорусі. З 2014 по 2019 рік півзахисниця провела 102 матчі в жіночому чемпіонаті, відзначилася 92-ма голами. Рекордсменка «Мінська» за кількістю матчів Ліги чемпіонів УЄФА серед жінок: на її рахунку 21 матч.
У другій половині сезону 2020 року відправилася в оренду до «Зірку-БДУ». За цю команду провела сім матчів, відзначилася трьома голами.
У лютому 2021 року підписала контракт з «Динамо-ЛДУФК».

## Кар'єра в збірній
Виступає за збірну Білорусі, у футболці якої виступала в кваліфікації чемпіонат світу 2019 року.